# Monty Python's The Meaning of Life
Monty Python's The Meaning of Life è un album dei Monty Python pubblicato nel 1983 in associazione con il loro film Monty Python - Il senso della vita.

## Tracce

### Lato A
1. Introduction/Fish Introduction/The Meaning of Life - 3:01
2. Birth/Frying Eggs - 4:03
3. Every Sperm Is Sacred/Protestan Couple/Adventures of Martin Luther - 9:26
4. Sex Education - 4:40
5. Trench Warfare/The Great Tea of 1914-1918/Fish - 4:11

### Lato B
1. Terry Gilliam's Intro/Accountacy Shanty/Zulu Wars - 8:53
2. The Dungeon Restaurant/Live Organ Transplant/Galaxy Song - 5:59
3. Penis Song (Not the Noël Coward Song)/Mr. Creosote - 4:36
4. The Grim Reaper/Christmas In Heaven - 7:12
5. Dedication (to Fish) - 1:16

### Tracce bonus 2006
1. Intro Title Song Demo Meaning Of Life (Piano Version) - 2:37
2. Alternate Intro Title Song Meaning Of Life (Band Version) - 3:35
3. Fat Song (Deleted Intro to Mr. Creosote Sketch) - 0:29
4. Alternate Christmas In Heaven Song - 5:30
5. Radio Ad - Philosophers Corner - 0:42
6. Radio Ad - Officer - 0:40
7. Radio Ad - German Translation - 0:32
8. Greasy Hair - 0:41
9. Dino Viccotti - 1:00
10. Stretch the Script - 0:32
11. Grand Prix - 0:31
12. Hard of Thinking - 0:50